# James Paul Chapin
Pour les articles homonymes, voir Chapin.
James Paul Chapin est un ornithologue américain, né le 9 juillet 1889 à New York et mort le 5 avril 1964 dans cette même ville.

## Biographie
Il se passionne très tôt pour l'histoire naturelle et, sous l'influence de son professeur découvre l'étude des oiseaux. À dix ans, il fréquente le club d'histoire naturelle de Staten Island et montre un talent évident pour l'illustration.
Il commence à travailler à l'American Museum of Natural History où il prépare des spécimens d'oiseaux et de mammifères et participe à l'élaboration de catalogue de certaines collections.
En 1908, Herbert Lang (1879-1957) est choisi pour conduire une importante expédition au Congo. Chapin se porte volontaire pour le seconder. L'expédition, prévue pour durer deux ans, ne se terminera que six ans plus tard, en 1915.
Après son retour à New York, Chapin participe à l'édition du compte rendu de l'expédition et obtient son doctorat en 1919. Il participera à plusieurs expéditions en Afrique. En 1926, il se joint à l'expédition Ruwenzori-Kiwu en Afrique de l'Est et au Congo. Il fait paraître, en 1932, de Birds of the Belgian Congo, ouvrage qui lui vaut la médaille d'or Daniel Giraud Elliot.

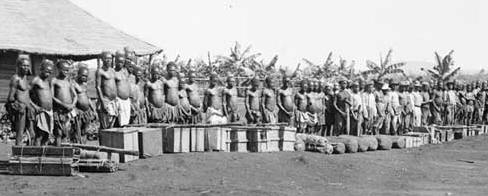
Porteurs de le la première expédition au Congo

En 1937, il retourne à nouveau au Congo. Il devient le conservateur du département ornithologique de l'American Museum. Finalement, il s'installe dans ce pays avec sa femme, Ruth Trimble Chapin, en 1953 et y étudie la faune durant six ans.
Même si ce sont ses travaux sur l'Afrique qui sont les plus connus, Chapin a également travaillé sur la faune européenne, canadienne, polynésienne, etc.
De nombreuses espèces d'animaux, principalement d'oiseaux, lui ont été dédiées :
- Apalis de Chapin, Apalis chapini Friedmann, 1928.
- un myriapode Barydesmus chapini (Hoffman, 1953).
- un hyménoptère Camponotus chapini Wheeler, 1922.
- Mérou barré, Centrarchops chapini Fowler, 1923.
- un chiroptère Chaerephon chapini J. A. Allen, 1917.
- Phyllanthe de Chapin, Kupeornis chapini Schouteden, 1949.
- un coléoptère curculionidé Lissorhoptrus chapini Kuschel, 1952.
- un reptile Pelusios chapini Laurent, 1965.
- un crustacé isopode Progebiophilus chapini (Van Name, 1920).
- Crombec de Chapin Sylvietta chapini Schouteden, 1947.
- un reptile Chamaeleo chapini  De Witte, 1964